# Werner Kuhn (Politiker, 1941)
Werner Kuhn (* 31. Mai 1941 in Völklingen) ist ein deutscher Politiker (FDP). Er war von 1996 bis 2011 Abgeordneter des rheinland-pfälzischen Landtags.

## Leben und Beruf
Nach dem Abitur studierte Kuhn Germanistik und Geographie an der Universität Saarbrücken. Während des Studiums wurde er 1963 Mitglied der Burschenschaft Ghibellinia zu Prag in Saarbrücken. Im Wintersemester 1965/66 war Kuhn als Vertreter des Saarbrücker Korporationsrings Präsident der Saarbrücker Studentenschaft. Anschließend war er von 1971 bis 1996 Gymnasiallehrer am Burggymnasium in Kaiserslautern. Kuhn ist verheiratet und hat drei Kinder.

## Politik
1973 trat Kuhn der FDP bei. Von 1986 bis 2002 war er Vorsitzender des FDP-Kreisverbandes Kaiserslautern. Im April 2008 übernahm er erneut diese Funktion. 1989 wurde er in den Stadtrat von Kaiserslautern gewählt, dem er bis 1999 angehörte.
1996 wurde er Abgeordneter des rheinland-pfälzischen Landtags. Dort war er von 1998 bis 2006 Vorsitzender der FDP-Landtagsfraktion. Die konstituierende Sitzung des Landtags nach der Wahl 2006 leitete er als Alterspräsident. Seit 2006 war er stellvertretender Vorsitzender des Ausschusses für Wissenschaft, Weiterbildung, Forschung und Kultur. Bei der Landtagswahl 2011 trat er nicht mehr an.
Durch das Ausscheiden eines Mitglieds der FDP Stadtratsfraktion rückte Kuhn Mitte August 2011 wieder Stadtrat von Kaiserslautern nach. Zu den rheinland-pfälzischen Kommunalwahlen 2014 kandidierte er nochmals für den Stadtrat und zog erneut für die FDP in das Kommunalparlament ein. Zu den Kommunalwahlen 2019 kandidierte Kuhn nicht mehr. Im Mai 2021 wurde er für seine Verdienste mit dem Bundesverdienstkreuz am Bande geehrt.